# Тростниковая камышовка
Тростниковая камышовка (лат. Acrocephalus scirpaceus) — певчая птица семейства Acrocephalidae.

## Описание
Тростниковая камышовка длиной примерно 13 см, размах крыльев от 17 до 21 см. Масса составляет примерно от 10 до 15 граммов. Верхняя сторона коричневая, нижняя сторона желтовато-белая. У маленькой птицы белёсое горло, острый клюв и бурые ноги. Самец и самка имеют одинаковую окраску. Частота взмахов его крыльев составляет примерно 18 взмахов в секунду, скорость полёта 10 м в секунду. Тростниковая камышовка может прожить до 12 лет. Её короткий незаметный призыв звучит как «чарр» и «чиррак».

## Распространение
Тростниковая камышовка присутствует почти во всей Европе с апреля по октябрь. Её зимняя квартира находится к югу от Сахары в Африке. Время отлёта и направление движения стаи заложены в птице от природы. Чтобы хорошо перенести примерно 6 000 км ночного полёта, птица накапливает жировые запасы. Тростниковая камышовка обитает в густом камыше и прибрежном кустарнике рек, озёр, болот и прудов.

## Питание
Тростниковая камышовка ловко лазает и прыгает в камыше, питается пауками, моллюсками, насекомыми и их личинками.

## Размножение

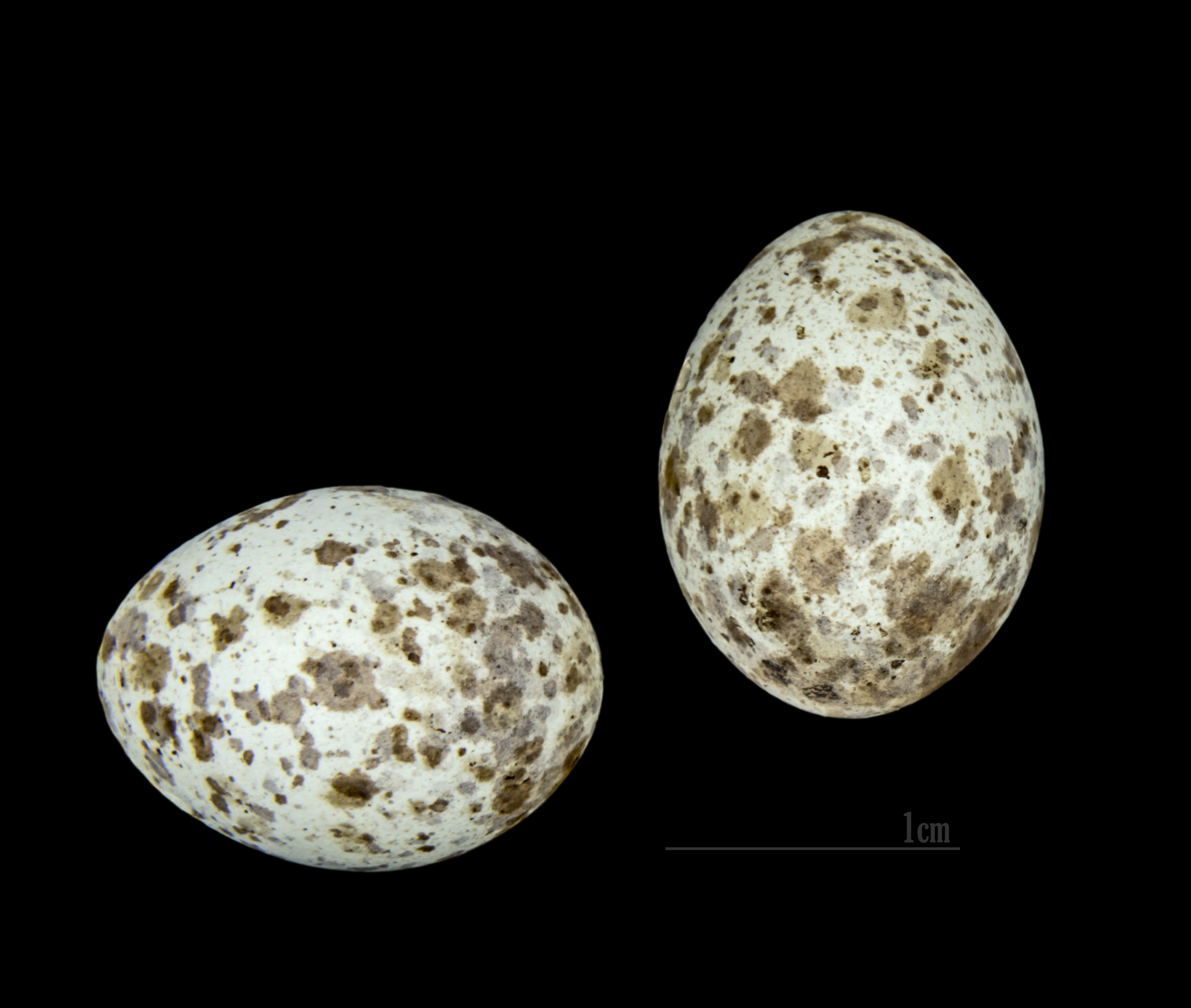
Acrocephalus arundinaceus

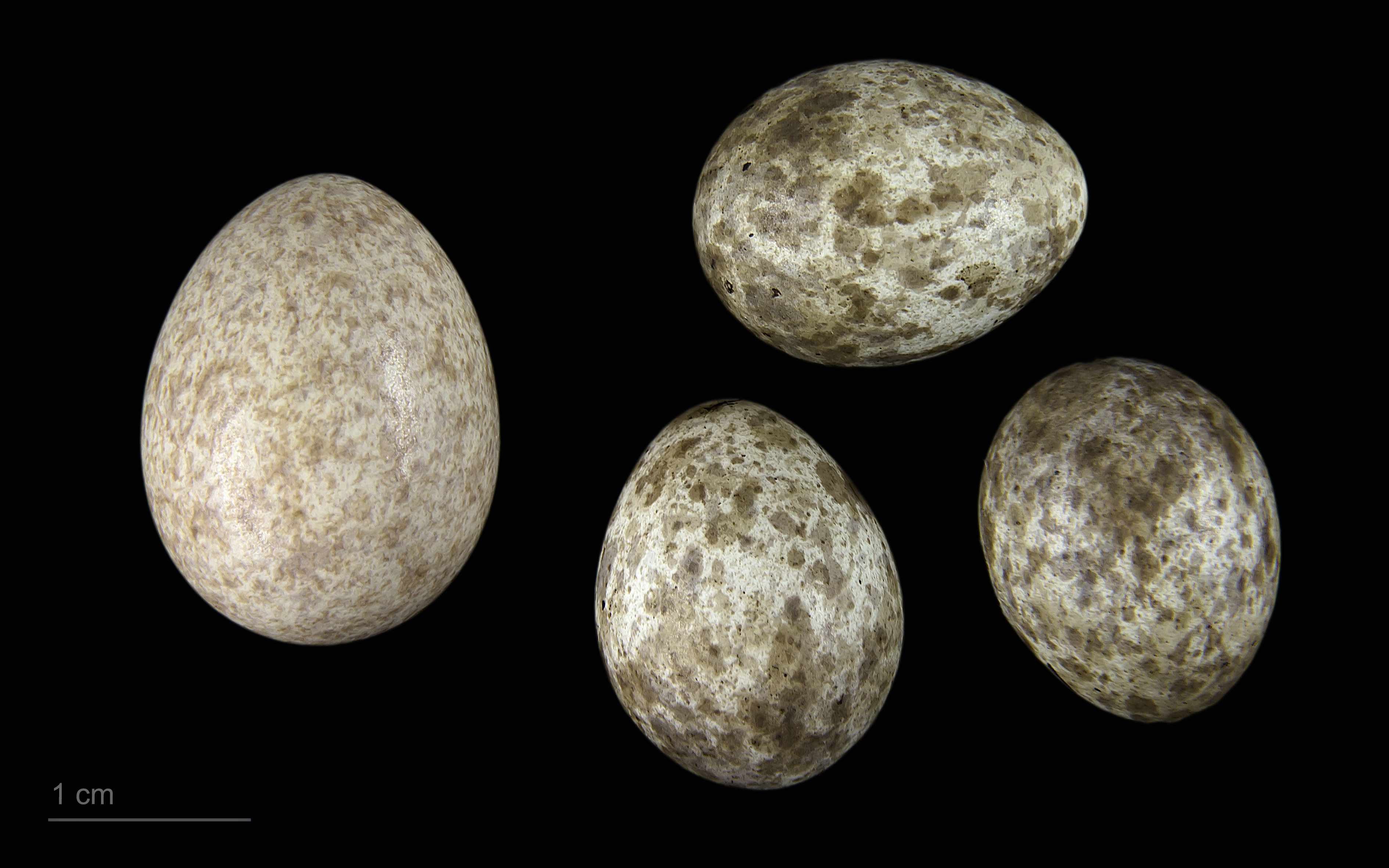
яйцо Cuculus canorus canorus - Acrocephalus scirpaceus - Тулузский музеум

Половая зрелость наступает через один год. Основной период инкубации с мая по июль. Гнездо строится низко над землей в густой растительности. Самка откладывает от 3 до 5 яиц. Яйца высиживают попеременно оба партнёра от 11 до 14 дней. Молодые птицы становятся самостоятельными через 10—14 дней. Гнездится 2—3 раза в год. Часто в гнезде тростниковой камышовки можно найти яйца кукушки, так как они одинаковой окраски.

## Популяция
Европейская популяция оценивается примерно в 3 млн гнездящихся пар.